# Acantholaimus aequisetosus
Acantholaimus aequisetosus is een rondwormensoort uit de familie van de Chromadoridae. De wetenschappelijke naam van de soort is voor het eerst geldig gepubliceerd in 1988 door Soetaert.